# ژرژ ولانتن
ژرژ ولانتن (فرانسوی: Georges Valentin‎; ۲۴ ژانویهٔ ۱۸۹۲ – ۲۱ سپتامبر ۱۹۸۱) دوچرخه‌سوار اهل فرانسه بود.